# Nino Vella
Pour les articles homonymes, voir Vella.
Nino Vella, né le 18 novembre 1992 à Cholet et mort le 1er juillet 2024 à Paris, est un compositeur, pianiste, chanteur et producteur français.

## Biographie

### Jeunesse
Il s'intéresse à la musique très tôt, en improvisant sur le piano de la maison familiale.[réf. nécessaire]
Il commence le conservatoire à l’âge de 6 ans, en formation classique puis jazz.[réf. nécessaire]
À l’âge de 11 ans, il commence à faire de la musique électronique, en improvisant un petit studio dans le salon de ses parents. À partir de ses 14 ans, il monte ses premiers groupes, parfois en tant que pianiste, chanteur, guitariste ou encore batteur.[réf. nécessaire]
En 2012, alors âgé de 19 ans, il obtient le Prix de Piano et le Prix d’Orchestration au Conservatoire de Cholet.[réf. nécessaire]

### Carrière
À peine passé son baccalauréat, il commence à vivre de la musique en composant la musique originale de plusieurs pièces de théâtre, puis il crée le groupe Babel avec lequel il fera différentes tournées en France, au Canada et en Chine, de 2010 à 2018. En 2016, il réalise un premier album pour le rappeur Boostee, en tant que compositeur et producteur. Cet album rencontrera un succès national avec un premier single de platine. Il est immédiatement repéré par Universal Publishing, avec qui il signe un contrat d’édition, et s'installe à Paris. S’ensuivront de nombreuses collaborations avec des artistes tels que Maes, Yseult, Yannick Noah, Olivia Ruiz, Mylène Farmer ou encore Eddy de Pretto.
En 2020, pendant le confinement, il compose et orchestre une première bande originale pour Netflix avec le film Comment je suis devenu super-héros de Douglas Attal, avec Pio Marmaï, Leïla Bekhti et Benoît Poelvoorde.
En 2021, il part en tournée avec la chanteuse Yseult en piano voix. Il accompagne aussi ponctuellement les artistes Vianney et Julien Clerc.
Après avoir monté son propre label, il fonde le groupe Rouquine, dans lequel il chante, avec Sébastien Rousselet. Un an plus tard, le duo remporte l’émission « The Artist » présentée par Nagui. S’ensuivront un album nommé Masculine et une tournée en France, Suisse, Chine et en Belgique (Printemps de Bourges, Fnac Live, Festival Jazz de Montreux, Aluna Festival, etc.).

## Mort
Le Parisien indique que « selon un proche, il est visiblement mort dans son sommeil, chez lui à Paris », information confirmée par ses proches sur le compte Instagram de Nino : « Le cœur de Nino, notre être d'émotion, s'est arrêté paisiblement dans son sommeil, la nuit du premier juillet. Nous continuerons de faire vivre sa musique »

## Discographie

### Collaborations, Compositions & Réalisations
- 2016 : EP Pop Corn de Boostee
- 2017 : Compositions de plusieurs titres sur l'album Bluesky de Boostee
- 2017 : Composition du titre Joie sur l'album Jouons de Igit
- 2017 : Composition et Réalisation du Single Hello Aloha de Boostee
- 2017 : Réalisation du Single Coccinelle de French Fuse
- 2018 : Composition et Réalisation de l'Album M.A.D de Boostee
- 2018 : Remix de Rolling Stone de JVNO et Mylène Farmer
- 2019 : Composition et Réalisation de l'album Marche ou Rêve d'Arcadian
- 2019 : Composition du Single Tout est plus Pop de Julie Zenatti
- 2019 : Réalisation de l'album Bonheur Indigo de Yannick Noah
- 2019 : Composition de plusieurs titres sur l'album Il était une fois de Black M
- 2019 : Composition du Single Y'a plus de saison de Gauvain Sers
- 2020 : Composition et Réalisation du Single Le Fil de Patrick Bruel
- 2020 : Réalisation du Single Tu parles trop de The Pirouettes
- 2021 : Réalisation du Single Je suis fan de Alice et moi
- 2021 : Composition et Réalisation du Single Voie Lactée de Maska, Lefa et Lord Esperanza
- 2021 : Composition du titre Cliché sur l'album Les p’tites jolies choses de Joyce Jonathan
- 2021 : Composition du titre Moi maintenant sur l'album OSO de Caballero
- 2021 : Composition des titres Berkane et Président sur l'album Hat Trick de Jean Jass
- 2021 : Composition et Réalisation du Single Doucement de Nemir
- 2021 : Composition et Réalisation du Single Pause de Yseult et Eddy De Pretto
- 2021 : Arrangement, chœurs et piano sur le titre Les Jours Heureux de l'album Terrien Julien Clerc
- 2021 : Composition et Réalisation du Single S'attacher de Boostee
- 2021 : Composition et Réalisation du Single Quiero Comerte, et Réalisation de l'EP Pour te toucher de CHÉRI
- 2021 : Composition du titre Et j'ai ri sur l'album Bleu de Claire Laffut
- 2022 : Composition et réalisation du titre AVC de Lefa
- 2022 : Composition et Réalisation de l'album Étoile de Jour de Maska, dont les titres Jamaimer avec Tayc, S'aimer seul avec S.Pri Noir, Étoile de jour avec Nemir
- 2022 : Composition du titre Ça va sur l'album Rubi de KIK
- 2022 : Composition et Réalisation du Single Encore une fois de Patrick Bruel
- 2022 : Réalisation de l'album blister de HDX
- 2022 : Composition et Réalisation du Single Fetty Wap de Maes
- 2022 : Composition et Réalisation de l'album Phoenix de Lord Esperanza
- 2023 : Composition et Réalisation du Single Torrent de Larmes de CHÉRI et Joanna
- 2023 : Réalisation du Single Fais comme si et Particulière de Leslie Medina
- 2023 : Composition des Singles la vibe et bouquet de pleurs et du titre Baba sur l'album Adieu de KIK
- 2023 : Composition de plusieurs titres sur l'album CRASH COEUR de Eddy De Pretto, dont le Single R+V, et les titres Urgences 911, personne pour l'hiver, eau de vie avec Juliette Armanet, et Heureux :)))
- 2023 : Single Akatsuki de Maes COMPO RÉAL
- 2023 : Composition de plusieurs titres sur l'album Rose des vents de Claudio Capéo, dont Sac à dos et L'amour à domicile
- 2023 : Arrangement et piano du titre 40 Days Live session de Tamera et Ckay
- 2024 : Album La Réplique d'Olivia Ruiz
- 2025 : Album posthume Plage des bigorneaux, sur des paroles de Brö

Babel
il rejoint le groupe en 2010

### Rouquine
• 2024: Album Mammifère de Rouquine 
- 2022 : Compositions, Réalisation, et interprète de l'album Masculine de Rouquine

### Musique à l'image
- 2015 : Un Petit Côté Drive - Un film de Yoann Luis, avec Jacques Chambon et Victor Chambon
- 2020 : Comment je suis devenu super-héros - Un film de Douglas Attal, avec Pio Marmai, Leila Bekhti, Benoit Poelvoorde, Swann Arlaud, Vimala Pons

### Certifications
- Maes : Fetty Wap - Single Diamant
- Boostee : Popcorn - Single Platine
- Eddy de Pretto et Yseult : Pause - Single Or
- Gauvain Sers : Les Oubliés - Album Platine
- Patrick Bruel : Encore une fois - Album Or
- Julien Clerc : Terrien - Album Or
- Patrick Bruel : Ce soir on sort - Album Platine
- Claudio Capéo : Rose des vents - Album Platine
- Maes : Omerta - Album Platine